# Gudensberg

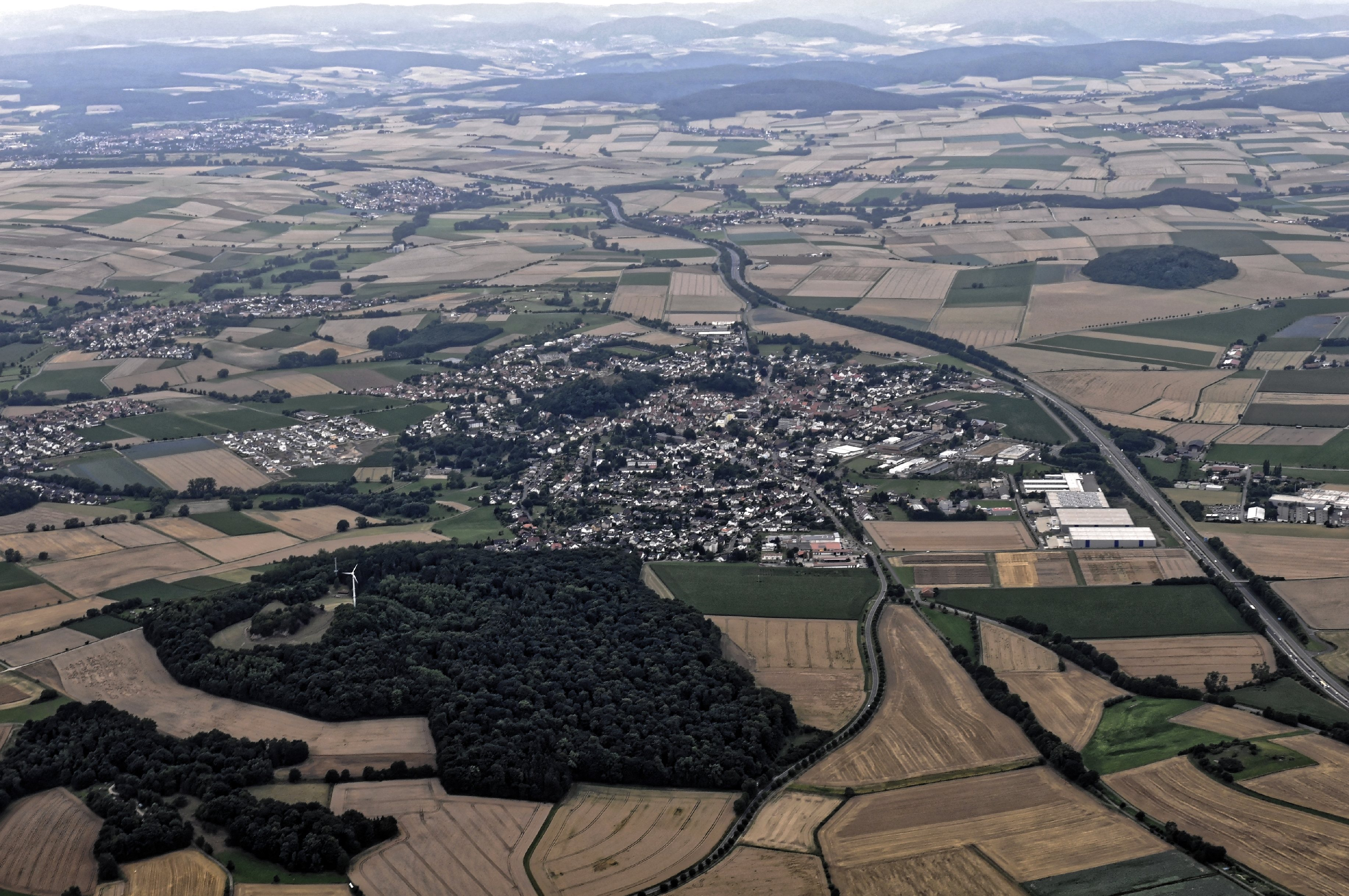
Blick von Norden auf Gudensberg

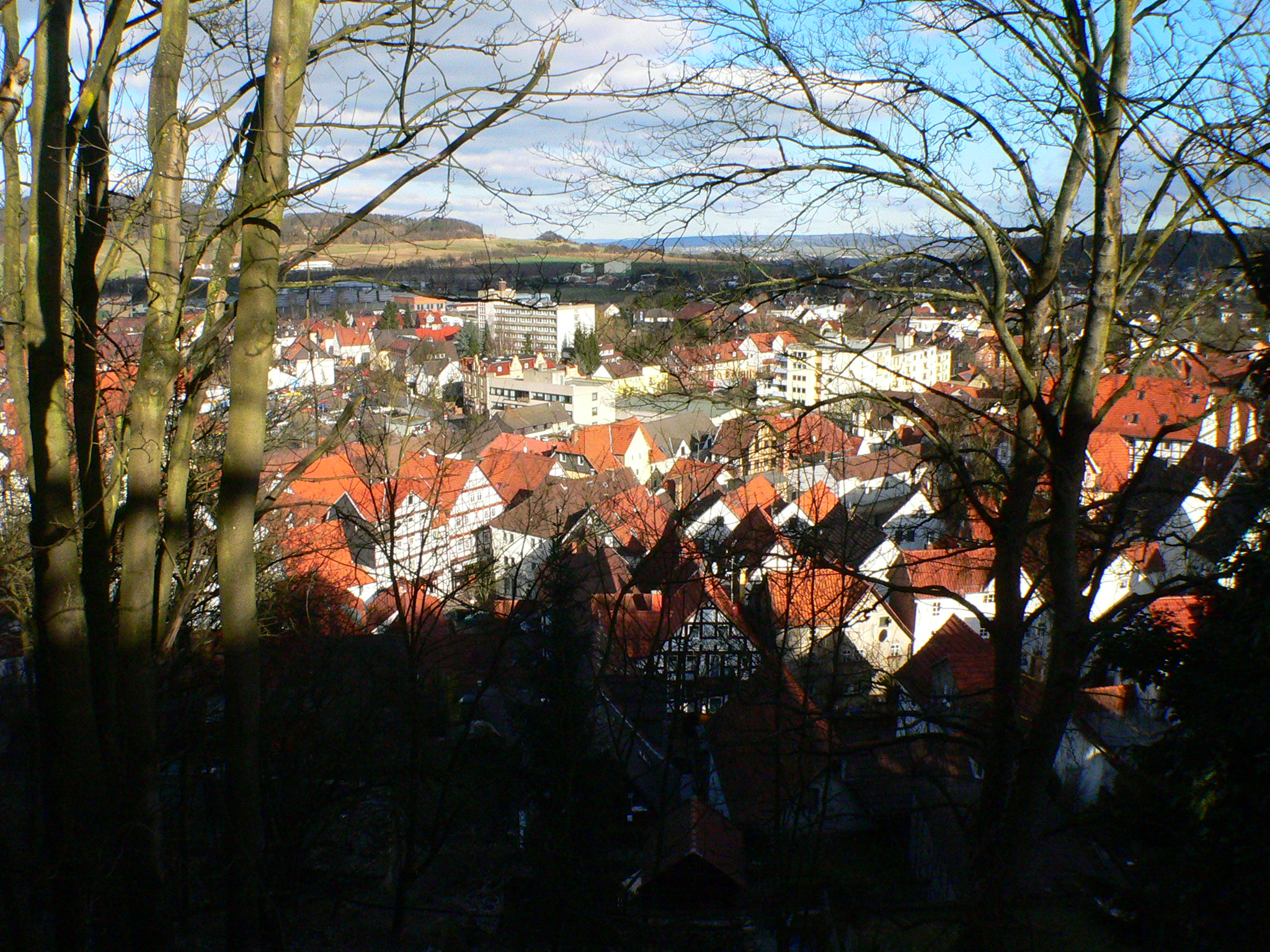
Stadtkern

Gudensberg ist eine Kleinstadt im Schwalm-Eder-Kreis in Nordhessen (Deutschland). Bekannt ist Gudensberg auch durch die Ruine der Obernburg.

## Geografie

### Geografische Lage
Gudensberg liegt am äußersten Südostzipfel des Naturparks Habichtswald etwa 20 km südlich von Kassel und zehn Kilometer nordöstlich von Fritzlar (Entfernungen jeweils Luftlinie). Während die Kernstadt und der Ortsteil Maden vom Ems-Zufluss Goldbach durchflossen werden, liegen der südwestliche Stadtteil Dorla und der südliche Stadtteil Obervorschütz am Eder-Zufluss Ems.

### Nachbargemeinden
Das Gemeindegebiet grenzt im Norden und Nordosten an die Gemeinde Edermünde, im Osten an Stadtteile von Felsberg, die im Bereich des Eder-Unterlaufs liegen. Südlich und südöstlich des Ems-Unterlaufs liegen weitere Teile von Felsberg. Im Süden, Südwesten und Westen liegen Stadtteile von Fritzlar. Im Nordwesten stößt der Ortsteil Gleichen an Niedenstein. Zwischen Niedenstein und Edermünde erheben sich hinter dem Odenberg die zum Naturpark Habichtswald gehörigen Langenberge mit dem Gudensberger Stadtwald. Dieser erstreckt sich als durchschnittlich rund 500 Meter schmaler Streifen etwa sieben Kilometer weit nach Norden und hat dort ein vielleicht 150 Meter langes Stück gemeinsame Grenze mit der Gemeinde Schauenburg.

### Stadtgliederung
Neben der Kernstadt sind die Dörfer Deute, Dissen, Dorla, Gleichen, Maden und Obervorschütz Stadtteile von Gudensberg.

## Geschichte

### Vorgeschichte
In der Umgebung von Gudensberg hat man zahlreiche vor- und frühgeschichtlichen Funde nachweisen können. Am Lamsberg hat man Funde aus der Rössener Kultur entdeckt. 1938 wurde zwischen dem Odenberg und Gudensberg eine bandkeramische Siedlung um 4000 v. Chr. und eine eisenzeitliche Siedlung um Christi Geburt ausgegraben. Am Kasseler Kreuz fand man beim Bahnbau 1899 ein Brandgräberfeld aus der Zeit 1000 v. Chr. Im Sommer und Herbst 2007 wurden zwischen Gudensberg und Maden Teile einer bedeutenden jungsteinzeitlichen Siedlung aus der Zeit von 5500 bis 4900 v. Chr. ausgegraben. Dabei wurden auch die Reste mehrerer typischer Langhäuser, Grubenöfen zum Backen, Vorratsgruben für Getreide, mehrere Menschenbestattungen, Getreidemühlen und Keramikscherben gefunden.

### Mittelalter

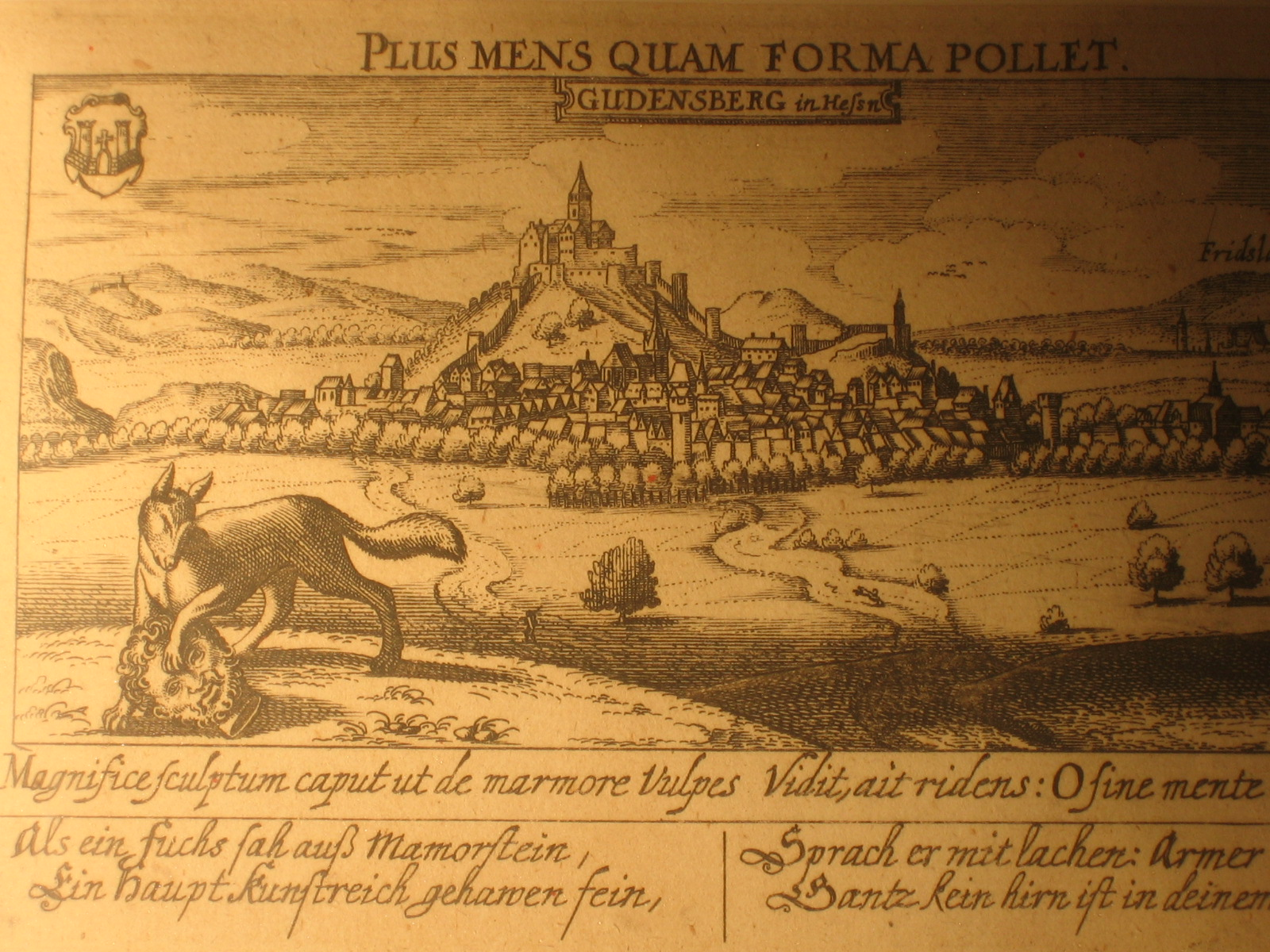
Kupferstich nach Merian-Stich um 1654 von Gudensberg mit Umgebung, Reproduktion um 1850

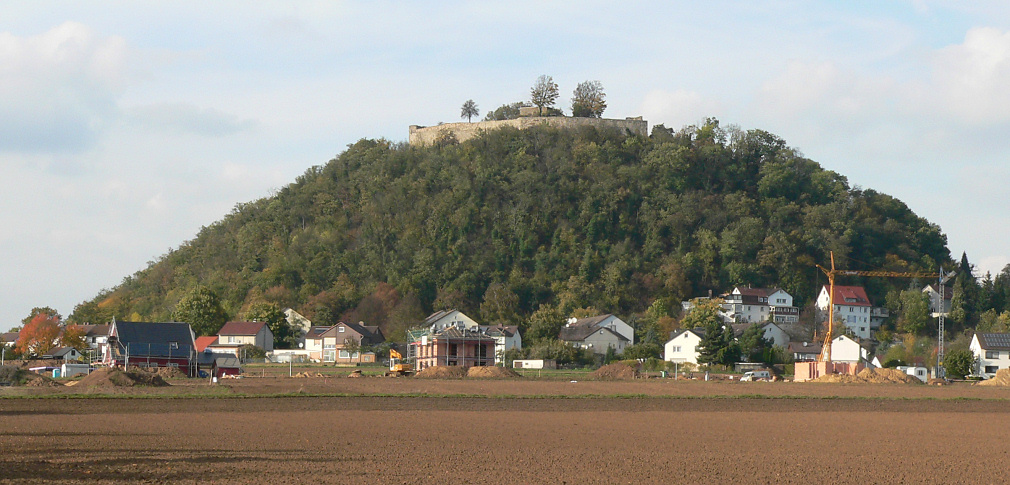
Die Obernburg

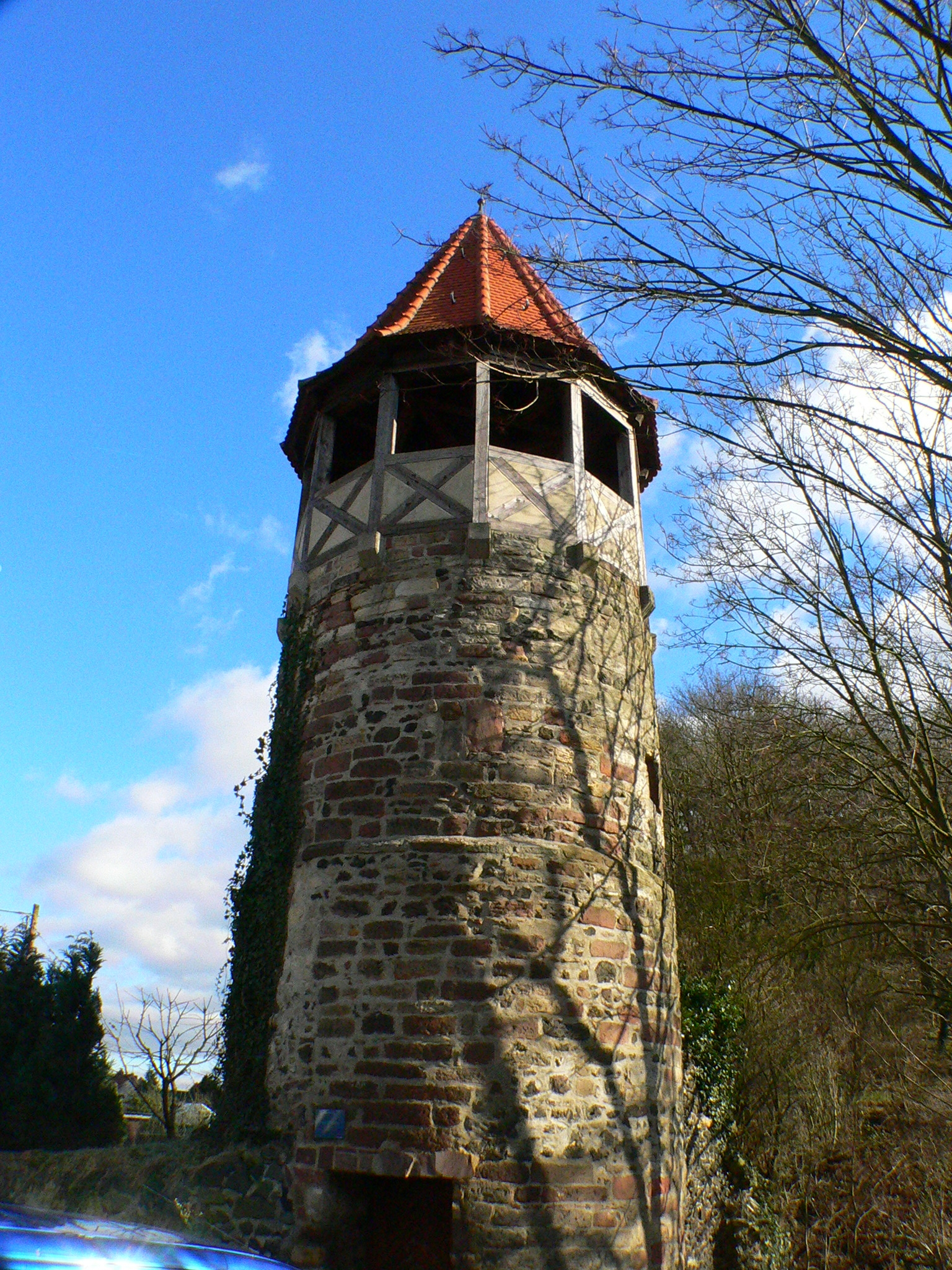
Gefangenenturm

Die älteste bekannte schriftliche Erwähnung des Ortes wird in die Zeit 1119–1122 datiert, wo der nordhessische Gaugraf Giso IV. als Graf von Udenesberc unterzeichnet. Der Name leitet sich vermutlich von Odinsberg ab, ein ortsnamenstheoretischer Beleg, dass in altgermanischer Zeit dort von den Chatten der germanische Gott Odin (bzw. Wotan) verehrt worden sein dürfte. So finden sich die Ortsbezeichnungen Wothenesberc (1123), Wuodesnberg (1131) und Wotensberg (1209) in Urkunden des 12. und frühen 13. Jahrhunderts,  und noch 1672 wurde der Ort in einer Urkunde als Wutansberg bezeichnet. Weitaus häufiger jedoch erscheint schon seit dem frühen 12. Jahrhundert der heutige Ortsname, wenn auch häufig in leicht abgewandelten Variationen.
Im Mittelalter wurde auf dem Berg die Obernburg erbaut, die Sitz hessischer Gaugrafen aus dem Geschlecht der Werner und danach dem der Gisonen war. Da die Grafen auf der nahegelegenen Mader Heide Thing hielten, wurde die Grafschaft auch häufig als Grafschaft Maden bezeichnet. Nach der Vermählung von Hedwig von Gudensberg mit dem Grafen und späteren Landgrafen Ludwig I. von Thüringen 1122 und dem Aussterben der Gisonen im Mannesstamm 1137 gehörte Gudensberg bis 1247 den Ludowinger Landgrafen von Thüringen, die sich bzw. ihre jüngeren Brüder, die von Gudensberg aus die hessischen Landesteile verwalteten, dann teilweise Grafen von Gudensberg, teilweise Grafen von Hessen nannten. Einer von ihnen war Konrad von Thüringen, der 1232 die mainzische Stadt Fritzlar nach zunächst erfolgloser Belagerung doch noch erstürmte und einäschern ließ. Als Residenz der jüngeren Brüder der Ludowinger Landgrafen erlebte Gudensberg eine Blütezeit, mit der ersten Ummauerung von etwa 1170 bis 1180 und der Erwähnung als Stadt 1254 mit städtischer Verfassung zu Beginn des 13. Jahrhunderts.
Nach dem Tod Heinrich Raspes, dem letzten thüringischen Landgrafen aus dem Geschlecht der Ludowinger, und der Teilung Thüringens nach dem thüringisch-hessischen Erbfolgekrieg fiel Gudensberg an die neue, nunmehr von Thüringen getrennte Landgrafschaft Hessen, und Heinrich I., Enkel der Hl. Elisabeth, wurde 1247 auf der Mader Heide zum ersten Landgrafen von Hessen ausgerufen. 1300 verlegte Heinrich I. den Sitz der Verwaltung von Niederhessen von Gudensberg nach Kassel, wo er bereits ab 1277 residierte, und Gudensberg verlor seine politische und administrative Bedeutung. 1324 wurde Gudensberg jedoch nochmals als die Hauptstadt vom Nyderlandt zu Hessen erwähnt. 1356 wurde die sogenannte „Freiheit“ als selbständige Stadt gegründet; dorthin zogen – unter Druck des Landgrafen Heinrich II. – mehrheitlich die Bewohner kleiner benachbarter und in der Folge aufgegebener Siedlungen wie Mittelvenne, Langenvenne und Karlskirchen. 1365 wurde das „Hospital zum heiligen Geist“ für Aussätzige gegründet, das sogenannte „Siechenhaus“.
In den zahlreichen Fehden zwischen dem Erzbistum Mainz und der Landgrafschaft Hessen war Gudensberg einer der Hauptstützpunkte Hessens und erlitt wiederholt schweren Schaden. Am 2. September 1387 wurden Gudensberg und die Wenigenburg, jedoch nicht die Obernburg, von mainzischen Truppen eingenommen und eingeäschert. Ein Jahr später zerstörte Erzbischof Adolf von Mainz alles, was im Vorjahre der Verwüstung entgangen war.

### Neuzeit
Wiederholt suchten Brandkatastrophen die Stadt heim. 1587 wurde die Stadt durch Unachtsamkeit verwüstet. 1640 wurde Gudensberg während des Dreißigjährigen Krieges durch kaiserliche Truppen gebrandschatzt; bei dieser Plünderung verlor der Philosoph und Theologe Daniel Angelocrator sein gesamtes Hab und Gut.
Tilly berief 1626 einen Landtag der hessischen Städte in Gudensberg ein, auf dem er vergeblich die Abdankung des Landgrafen Moritz zu erreichen versuchte. Ein Jahr später (1627) erzwangen dann die auf der Mader Heide versammelten hessischen Landstände von Moritz die Übergabe der Regentschaft an seinen Sohn Wilhelm. Der letzte hessische Landtag auf der Mader Heide wurde 1654 einberufen.
Im Siebenjährigen Krieg wurde 1761 die noch zum Teil erhaltene Obernburg durch Beschuss von britischen Truppen unter John Manners schwer beschädigt. 1806 plünderten französische Truppen die Reste der Obernburg und zerstörten sie völlig. Die Stadttore wurden als Verkehrshindernisse 1823 abgerissen.
Von 1807 bis 1813 war Gudensberg innerhalb des Königreichs Westphalen Verwaltungssitz des Kantons Gudensberg.

### Historische Quellen
Das Stadtarchiv Gudensberg wird im Hessischen Staatsarchiv Marburg aufbewahrt (Bestand 330 Gudensberg). Der Bestand ist vollständig erschlossen und ist online recherchierbar.

### Gebietsreform in Hessen
Im Zuge der der Gebietsreform in Hessen wurden zum 31. Dezember 1971 die bis dahin selbständigen Gemeinden Deute, Dissen, Dorla, Gleichen, Maden und Obervorschütz auf freiwilliger Basis in die Stadt Gudensberg eingegliedert. Für alle durch die Gebietsreform eingegliederten Gemeinden wurde je ein Ortsbezirk mit Ortsbeirat und Ortsvorsteher nach der Hessischen Gemeindeordnung eingerichtet.

## Bevölkerung
Einwohnerstruktur 2011
Nach den Erhebungen des Zensus 2011 lebten am Stichtag dem 9. Mai 2011 in Gudensberg 9176 Einwohner. Nach dem Lebensalter waren 1591 Einwohner unter 18 Jahren, 3910 zwischen 18 und 49, 1830 zwischen 50 und 64 und 1840 Einwohner waren älter.
Unter den Einwohnern waren 345 (3,8 %) Ausländer, von denen 137 aus dem EU-Ausland, 136 aus anderen europäischen Ländern und 48 aus anderen Staaten kamen.

Die Einwohner lebten in 3986 Haushalten. Davon waren 1128 Singlehaushalte, 1092 Paare ohne Kinder und 1246 Paare mit Kindern, sowie 348 Alleinerziehende und 74 Wohngemeinschaften. In 1045 Haushalten lebten ausschließlich Senioren und in 6635 Haushaltungen lebten keine Senioren.
Einwohnerentwicklung
| Quelle: Historisches Ortslexikon |                                             |
| • 1575/85:                       | 189 Hausgesesse                             |
| • 1639:                          | 112 verheiratete, 46 verwitwete Hausgesesse |
| • 1735:                          | 200 Mannschaft                              |
| • 1742/47:                       | 275 Häuser bzw. Hausgesesse                 |

| Wabern: Einwohnerzahlen von 1775 bis 2020 | Wabern: Einwohnerzahlen von 1775 bis 2020 | Wabern: Einwohnerzahlen von 1775 bis 2020 | Wabern: Einwohnerzahlen von 1775 bis 2020 | Wabern: Einwohnerzahlen von 1775 bis 2020 |
| --- | ----------------------------------------- | ----------------------------------------- | ----------------------------------------- | ----------------------------------------- |
| Jahr |                                           |                                           |                                           | Einwohner                                 |
| 1775 | 1775                                      |                                           | 1.137                                     | 1.137                                     |
| 1807 | 1807                                      |                                           | 1.368                                     | 1.368                                     |
| 1834 | 1834                                      |                                           | 1.927                                     | 1.927                                     |
| 1840 | 1840                                      |                                           | 2.053                                     | 2.053                                     |
| 1846 | 1846                                      |                                           | 2.079                                     | 2.079                                     |
| 1852 | 1852                                      |                                           | 2.081                                     | 2.081                                     |
| 1858 | 1858                                      |                                           | 1.974                                     | 1.974                                     |
| 1864 | 1864                                      |                                           | 2.011                                     | 2.011                                     |
| 1871 | 1871                                      |                                           | 1.875                                     | 1.875                                     |
| 1875 | 1875                                      |                                           | 1.848                                     | 1.848                                     |
| 1885 | 1885                                      |                                           | 1.859                                     | 1.859                                     |
| 1895 | 1895                                      |                                           | 1.926                                     | 1.926                                     |
| 1905 | 1905                                      |                                           | 2.152                                     | 2.152                                     |
| 1910 | 1910                                      |                                           | 2.163                                     | 2.163                                     |
| 1925 | 1925                                      |                                           | 2.329                                     | 2.329                                     |
| 1939 | 1939                                      |                                           | 2.546                                     | 2.546                                     |
| 1946 | 1946                                      |                                           | 3.643                                     | 3.643                                     |
| 1950 | 1950                                      |                                           | 3.710                                     | 3.710                                     |
| 1956 | 1956                                      |                                           | 3.427                                     | 3.427                                     |
| 1961 | 1961                                      |                                           | 3.338                                     | 3.338                                     |
| 1967 | 1967                                      |                                           | 3.466                                     | 3.466                                     |
| 2011 | 2011                                      |                                           | 9.176                                     | 9.176                                     |
| 2015 | 2015                                      |                                           | 9.442                                     | 9.442                                     |
| 2020 | 2020                                      |                                           | 9.710                                     | 9.710                                     |
| Datenquelle: Historisches Gemeindeverzeichnis für Hessen: Die Bevölkerung der Gemeinden 1834 bis 1967. Wiesbaden: Hessisches Statistisches Landesamt, 1968. Weitere Quellen: LAGIS; Statistische Berichte, Zensus 2011 Ab 1970 einschließlich der im Zuge der Gebietsreform in Hessen eingegliederten Orte. |                                           |                                           |                                           |                                           |

Historische Erwerbstätigkeit
| • 1961 | Erwerbspersonen: 185 Land- und Forstwirtschaft, 678 Produzierendes Gewerbe, 295 Handel und Verkehr, 253 Dienstleistungen und Sonstiges |

Historische Religionszugehörigkeit
| Quelle: Historisches Ortslexikon | |
| • 1861:                          | 18504 evangelisch-reformierte, ein evangelisch-lutherischer, zwei katholische, 157 jüdische Einwohner           |
| • 1885:                          | evangelisch-lutherische evangelische (= 88,49 %), 27 katholische (= 1,45 %), 187 jüdische (= 10,06 %) Einwohner |
| • 1961:                          | evangelisch-lutherische evangelische (= 88,49 %), 197 katholische (= 13,10 %) Einwohner                         |
| • 1987:                          | 5777 evangelische (= 79,34 %), 902 katholische (= 12,39 %), 602 sonstige (= 8,37 %) Einwohner                   |
| • 2011:                          | 5623 evangelische (= 61,28 %), 1165 katholische (= 12,71 %), 2368 sonstige (= 25,81 %) Einwohner                |

## Jüdische Gemeinde
Gudensberg hatte eine seit dem 17. Jahrhundert aufblühende jüdische Gemeinde (Kehillah), die 1871 insgesamt 194 Mitglieder zählte und durch Bürger aus den umliegenden Dörfern, insbesondere Maden und Obervorschütz, noch erheblich verstärkt wurde.
Gudensberg war im ausgehenden 18. Jahrhundert von regionaler Bedeutung für die jüdischen Gemeinden: von 1788 bis 1797 fanden am Ort vier Judenlandtage statt, die jeweils drei bis fünf Wochen dauerten und zu welchen alle jüdischen Steuerzahler erscheinen mussten. Auch der letzte Judenlandtag in Hessen-Kassel fand 1807 in Gudensberg statt. Seit 1830 war Gudensberg Sitz des Kreisrabbinats für die Landkreise Fritzlar und Melsungen; der bekannteste Kreisrabbiner war Mordechai Wetzlar (1801–1878). An Gemeindeeinrichtungen bestanden eine Synagoge, eine Schule, ein rituelles Bad, und der Friedhof in Obervorschütz.
Die 1825 erstmals erwähnte jüdische Schule, an der auch Wetzlar unterrichtete, war wohl die älteste ihrer Art in Niederhessen. Sie wurde 1877 von 26 und 1882 von 48 Kindern besucht. Die Schule, im Haus neben der Synagoge, wurde am 1. Januar 1934 von den Nationalsozialisten geschlossen; zu diesem Zeitpunkt waren noch 14 Kinder eingeschult. Der letzte Lehrer war Hermann Stern.
Die große steinerne Gudensberger Synagoge, die etwa 280 Personen Platz bot, wurde 1840–1843 von dem Kasseler Architekten Abraham Rosengarten gebaut, der auch die großen Synagogen in Kassel, Hamburg, Wiesbaden und Wien erbaute. Die Synagoge wurde 1937 geschlossen, 1938 in Privatbesitz verkauft, und danach als Lagerhalle genutzt und allmählichem Verfall preisgegeben. 1985 wurde der Bau unter Denkmalschutz gestellt, 1991 von der Stadt gekauft, und 1995 nach gründlicher Sanierung als Kulturhaus eingeweiht.
Am 30. Januar 1933 lebten 124 Juden in der Stadt. Mindestens 60 in Gudensberg, Maden oder Obervorschütz geborene oder dort wohnhafte Juden wurden in Konzentrationslager deportiert und dort ermordet oder gelten seitdem als verschollen. Im Mai 1938, als die letzte jüdische Familie Gudensberg verließ, kam die Geschichte dieser einst blühenden Gemeinde zu Ende. Im März 2009 und in den Jahren danach, wurden an verschiedenen Stellen der Stadt „Stolpersteine“ verlegt, um an ehemalige Mitbürger jüdischen Glaubens zu erinnern.

## Politik

### Stadtverordnetenversammlung
Die Kommunalwahl am 14. März 2021 lieferte folgendes Ergebnis, in Vergleich gesetzt zu früheren Kommunalwahlen: Die SPD verlor erstmals ihre absolute Mehrheit. Die erstmals angetretene Freie Wählergemeinschaft Gudensberg wurde zweitstärkste Kraft.
| Stadtverordnetenversammlung – Kommunalwahlen 2021 | Stadtverordnetenversammlung – Kommunalwahlen 2021                               |
| --- | ------------------------------------------------------------------------------- |
| Stimmenanteil in %Wahlbeteiligung 52,1 % 706050403020100 36,6 (−23,4)26,5 (n. k.)16,6 (−11,6)12,4 (+0,6)7,9 (n. k.) SPDFWGCDUGrüneBGe20162021Anmerkungen:e Bürgerliste Gudensberg | SitzverteilungInsgesamt 31 Sitze - SPD: 11 - Grüne: 4 - BG: 3 - FWG: 8 - CDU: 5 |

| Parteien und Wählergemeinschaften | Parteien und Wählergemeinschaften           | % 2021 | Sitze 2021 | % 2016 | Sitze 2016 | % 2011 | Sitze 2011 | % 2006 | Sitze 2006 | % 2001 | Sitze 2001 |
| --------------------------------- | ------------------------------------------- | ------ | ---------- | ------ | ---------- | ------ | ---------- | ------ | ---------- | ------ | ---------- |
| SPD                               | Sozialdemokratische Partei Deutschlands     | 36,6   | 11         | 60,0   | 18         | 56,8   | 18         | 58,4   | 18         | 61,8   | 19         |
| FWG                               | Freie Wählergemeinschaft Gudensberg         | 26,5   | 8          | —      | —          | –      | –          | –      | –          | –      | –          |
| CDU                               | Christlich Demokratische Union Deutschlands | 16,6   | 5          | 28,2   | 9          | 24,0   | 7          | 27,3   | 8          | 26,6   | 8          |
| Grüne                             | Bündnis 90/Die Grünen                       | 12,4   | 4          | 11,8   | 4          | 14,7   | 5          | 8,5    | 3          | 6,5    | 2          |
| BG                                | Bürgerliste Gudensberg                      | 7,9    | 3          | —      | —          | –      | –          | –      | –          | –      | –          |
| FDP                               | Freie Demokratische Partei                  | —      | —          | —      | —          | 4,4    | 1          | 5,8    | 2          | 5,2    | 2          |
| Gesamt                            | Gesamt                                      | 100,0  | 31         | 100,0  | 31         | 100,0  | 31         | 100,0  | 31         | 100,0  | 31         |
| Wahlbeteiligung in %              | Wahlbeteiligung in %                        | 52,1   | 52,1       | 49,2   | 49,2       | 51,6   | 51,6       | 50,8   | 50,8       | 59,8   | 59,8       |

### Bürgermeister
Nach der hessischen Kommunalverfassung wird der Bürgermeister für eine sechsjährige Amtszeit gewählt, seit dem Jahr 1993 in einer Direktwahl, und ist Vorsitzender des Magistrats, dem in der Stadt Gudensberg neben dem Bürgermeister ehrenamtlich ein Erster Stadtrat und neun weitere Stadträte angehören. Bürgermeisterin ist seit dem 25. Februar 2022 Sina Massow (geb. Best) (parteiunabhängig angetreten, Mitglied der SPD). Sie wurde als Nachfolgerin von Frank Börner (SPD), der nach zwei Amtszeiten nicht wieder kandidiert hatte, am 21. November 2021 in einer Stichwahl bei 51,18 Prozent Wahlbeteiligung mit 58,79 Prozent der Stimmen gewählt.
Amtszeiten der Bürgermeister
- 2022–2028 Sina Best (seit Dezember 2023: Sina Massow)[19]
- 2009–2021 Frank Börner (SPD)
- 1999–2009 Edgar Franke (SPD)
- 1981–1999 Paul Dinges (SPD)
- 1962–1981 Willi Hildebrand (SPD)
- 1946–1962 Adam Umbach[23]
- 1922–1946 Adam Brede[23]
- 1896–1922 Carl Kleim

### Ortsbeiräte
Für die Stadtteile Deute, Dissen, Dorla, Gleichen, Maden und Obervorschütz bestehen Ortsbezirke mit Ortsbeirat und Ortsvorsteher, nach Maßgabe der §§ 81 und 82 HGO und des Kommunalwahlgesetzes in der jeweils gültigen Fassung. Die Ortsbezirke werden durch die Gemarkungsgrenzen der ehemaligen eingegliederten Gemeinden abgegrenzt. Jeder Ortsbeirat besteht aus sieben Mitgliedern, die im Rahmen der Kommunalwahlen gewählt werden. Der Ortsbeirat wählt eines seiner Mitglieder zum Ortsvorsteher bzw. zur Ortsvorsteherin.

### Städtepartnerschaften
Mit Jelcz-Laskowice in Polen sowie mit Schtschyrez in der Ukraine pflegt Gudensberg partnerschaftliche Beziehungen.

## Kultur und Sehenswürdigkeiten

### Bauwerke

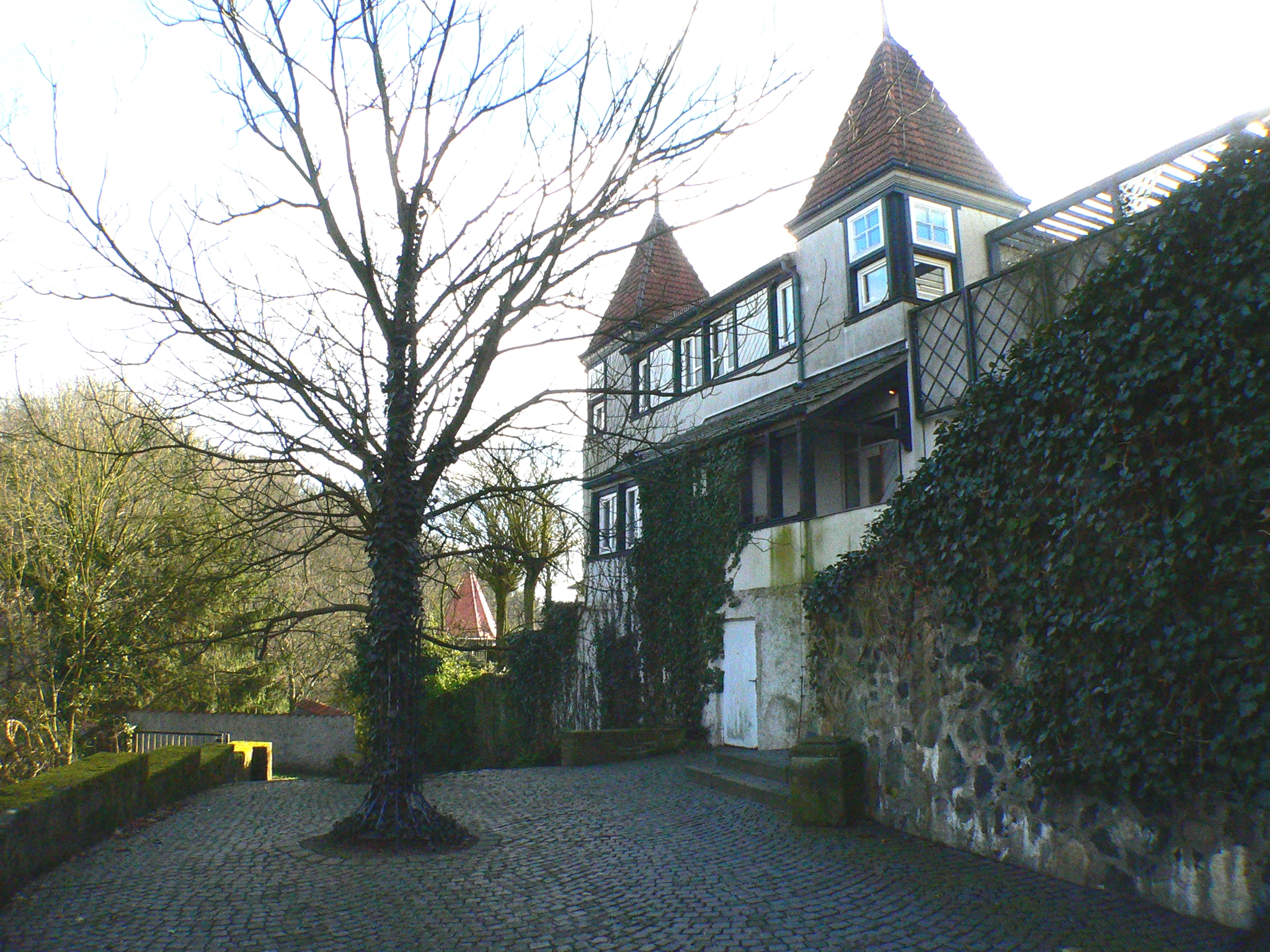
Wenigenburg

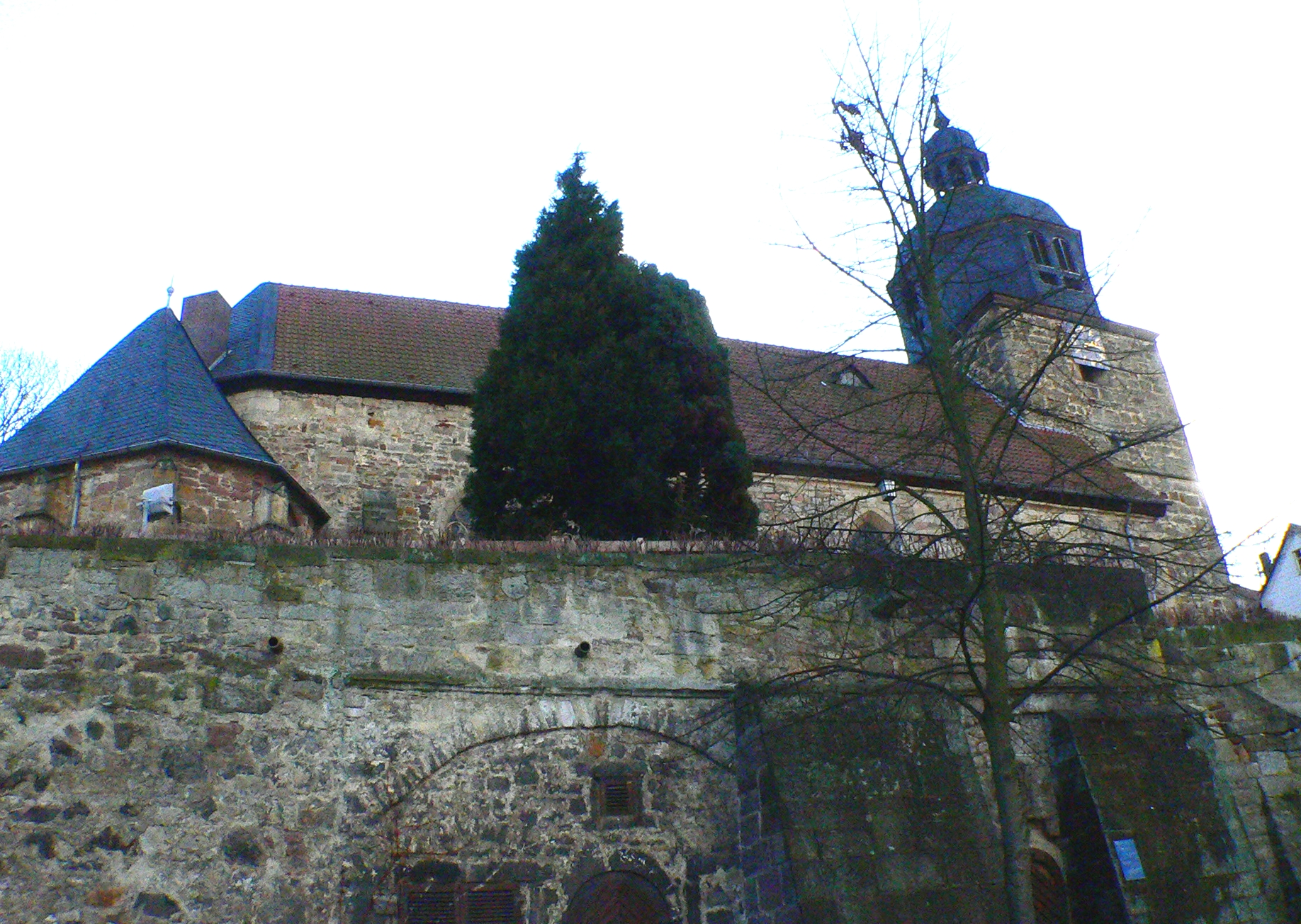
Ev. Stadtkirche St. Margarethen

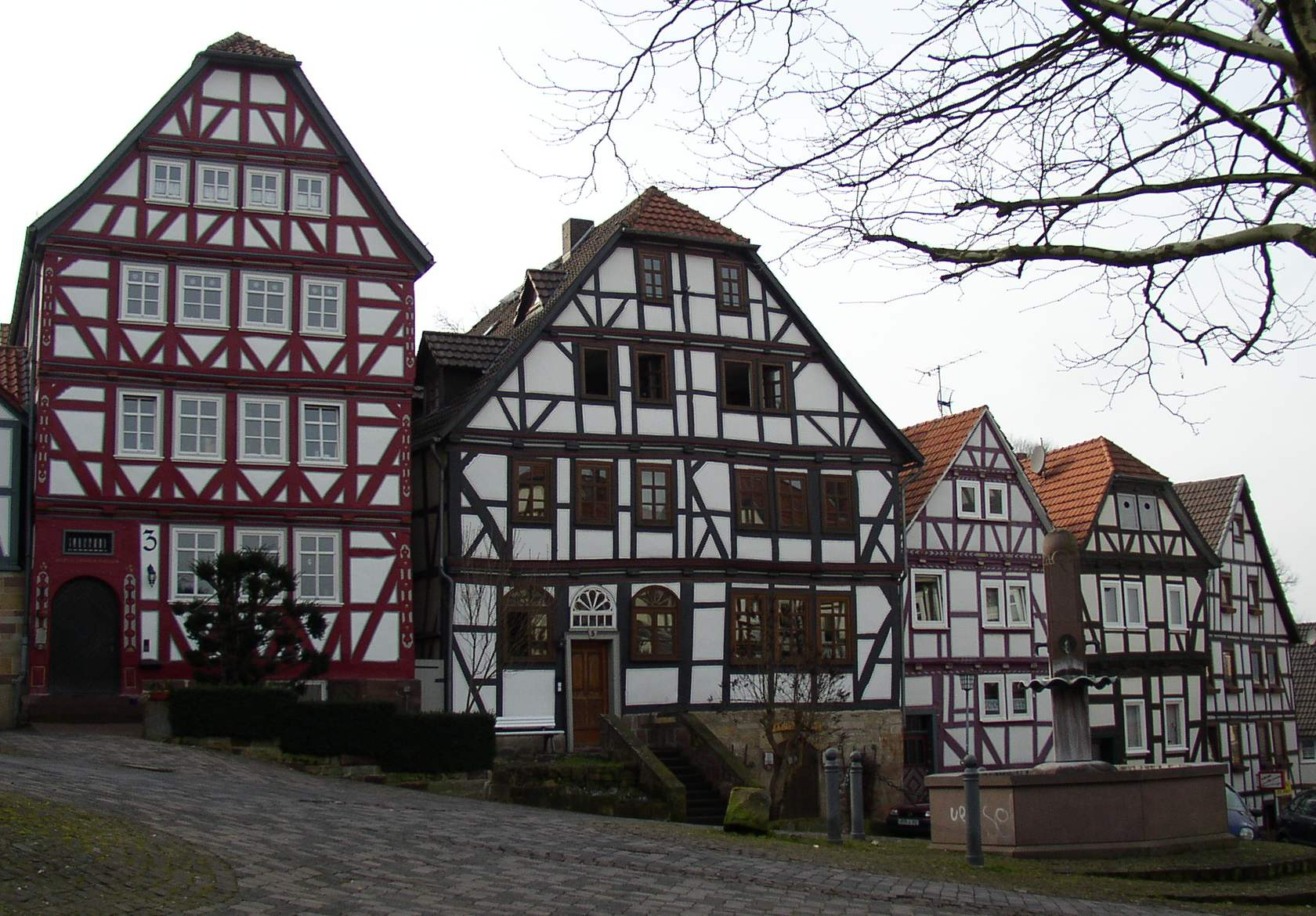
Alter Markt

Oberhalb der Stadt auf dem Schlossberg gelegen, befindet sich die Burgruine Obernburg. Von dem 306 m hohen Berg hat man eine prächtige Aussicht in die Mader Heide, zum Mader Stein, zum Nenkel sowie zum Odenberg mit seinen beiden Ringwallanlagen. Die Schwesterburg Wenigenburg befindet sich unterhalb des Schlossberges auf einem kleineren Hügel. Auf einem Bergsattel unterhalb der Obernburg ist ein Turm als Teil der alten Stadtbefestigung erhalten geblieben.

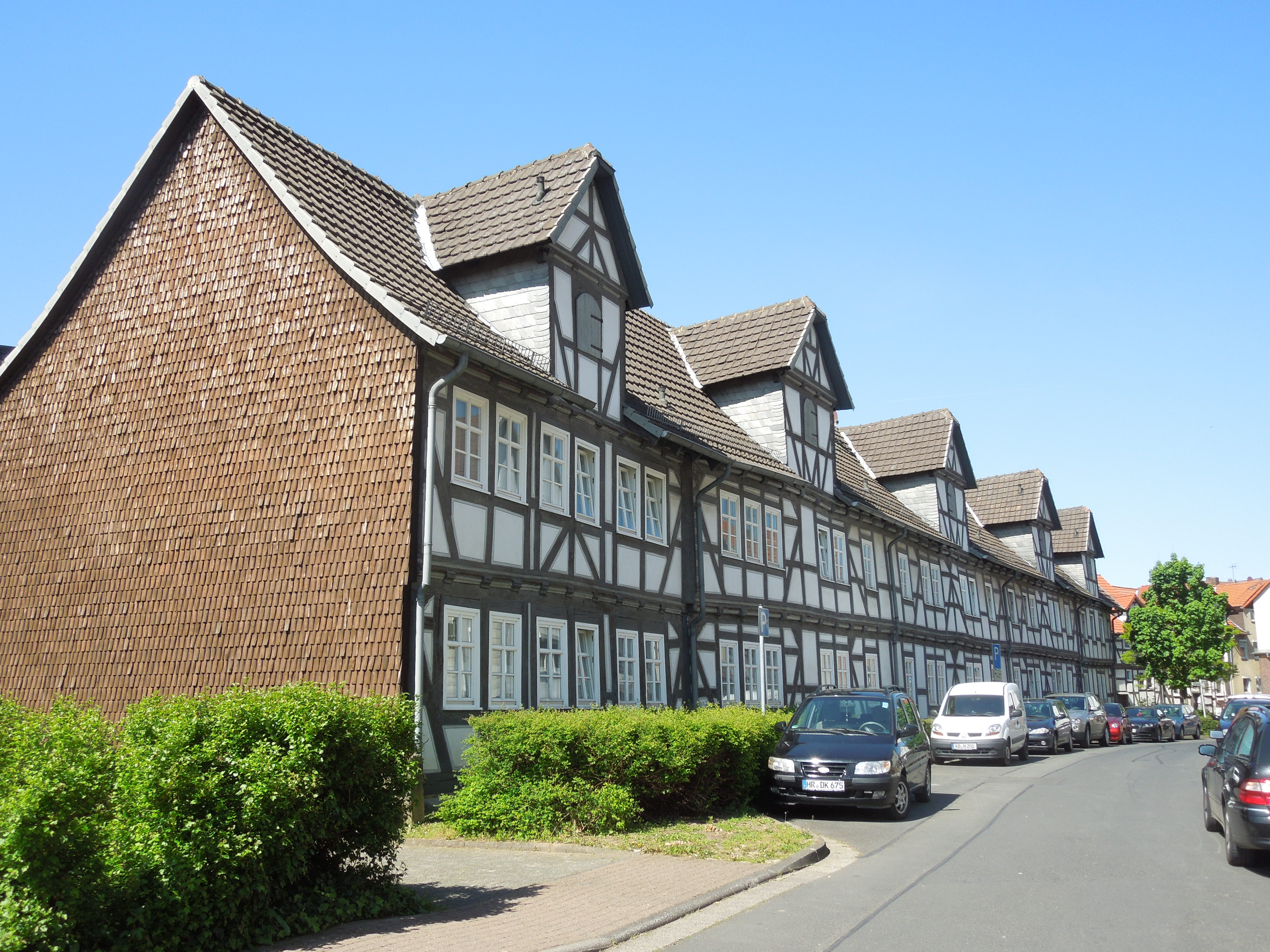
Ehemaliges Hospital zum Heiligen Geist

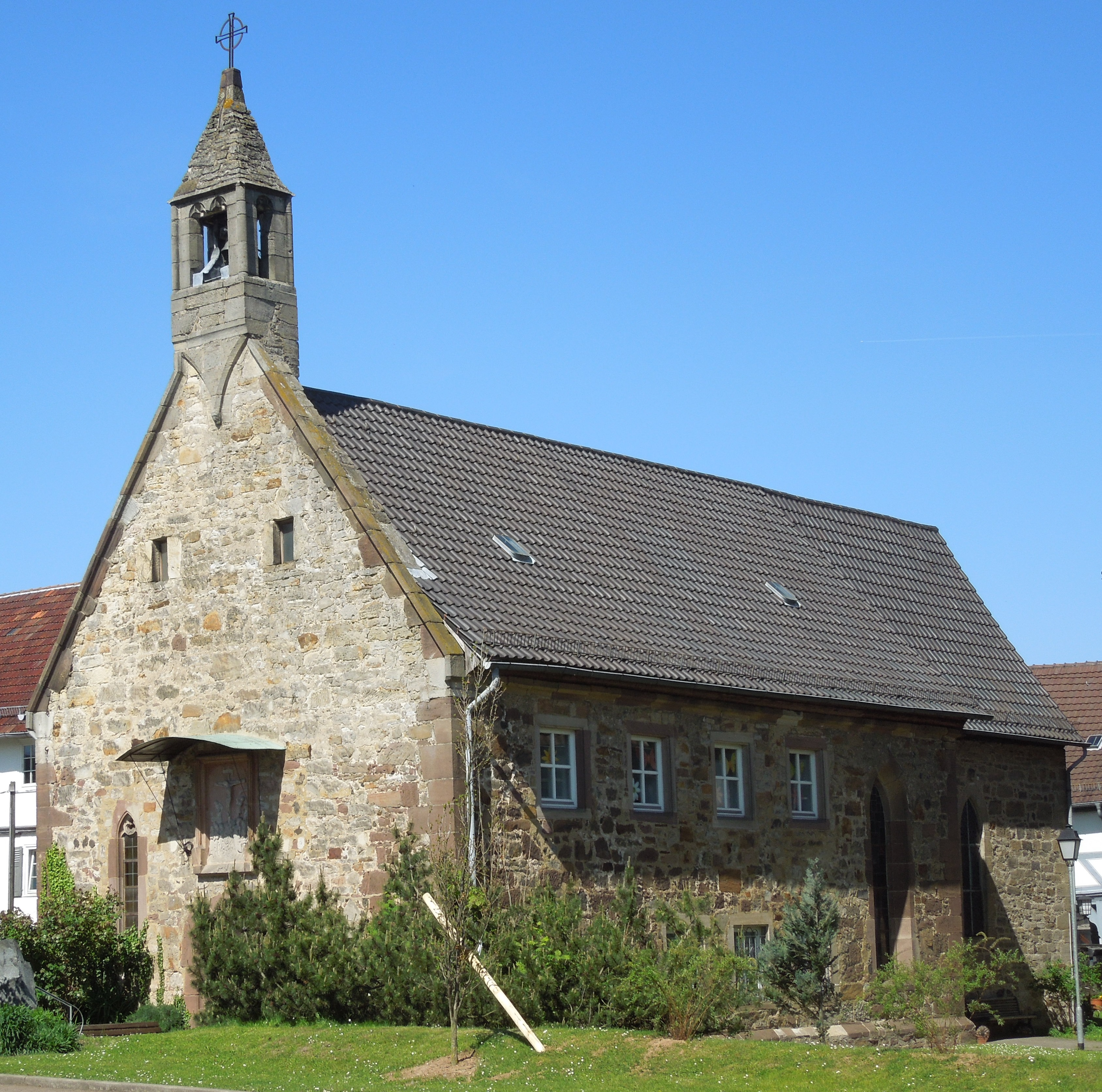
Kapelle des einstigen Hospitals zum Heiligen Geist

Im Stadtkern finden sich diverse historische Gebäude, meist Fachwerkbauten, darunter das alte Amtshaus mit seinem Renaissanceportal, das Pfarrhaus aus dem Jahre 1642, der 1643 errichtete, durch einen Brand im Jahr 2015 weitgehend zerstörte Renthof, sowie als ältestes nicht-sakrales Gebäude der Stadt, das 1596 errichtete Ackerbürgerhaus. Das klassizistische ehemalige Rathaus stammt aus dem Jahre 1839.
Die evangelische Stadtkirche „St. Margarethen“ am Alten Markt ist ein gotischer Bau aus dem 13.–14. Jahrhundert mit An- und Umbauten aus dem 15.–16. Jahrhundert; der Chor der Kirche wurde 1271 geweiht. Am Schwimmbadweg, Ecke Fritzlarer Straße, befindet sich das einstige Hospital zum Heiligen Geist, 1365 für Aussätzige gegründet und bis ins 18. Jahrhundert mehrfach erweitert. Unmittelbar westlich davon steht die noch immer als Gotteshaus genutzte ehemalige Hospitalskapelle. In der Hintergasse steht die 1840–1843 erbaute ehemalige Synagoge, die seit 1995 nach aufwändiger Renovierung als Kulturhaus genutzt wird; eine ständige Ausstellung dokumentiert die Geschichte der jüdischen Gemeinde von Gudensberg.
In der Altstadt befindet sich außerdem der „Alte Friedhof“ mit historischen Grabsteinen aus dem 17. bis 19. Jahrhundert. Interessant ist ein Hufeisenabdruck auf einem Stein der Kirchhofsmauer: auf diesem Stein soll das Pferd Karls des Großen gestanden haben, als er bei der heutigen Wüstung Karlskirchen bei dem nahen Odenberg eine Schlacht geschlagen hatte.

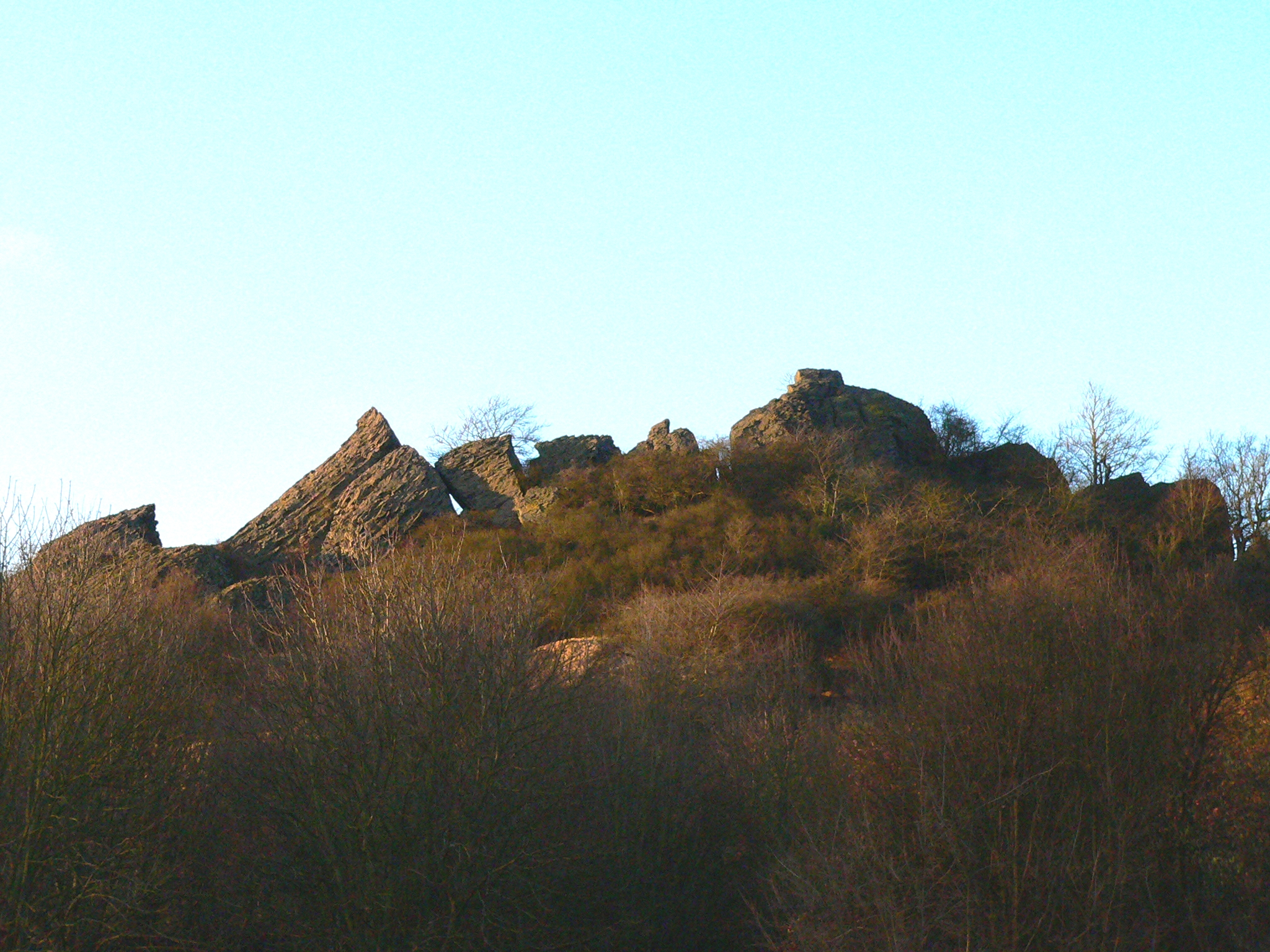
Der Scharfenstein

### Naturdenkmäler
Markantes Wahrzeichen des Ortsteils Dissen ist eine Basaltkuppe, der Scharfenstein, der auf Grund seiner Beschaffenheit viele Kletterer anzieht. Andere schöne Berge nahe Gudensberg sind der Mader Stein am Rand der Mader Heide, der Odenberg, der Nenkel, der Nacken mit dem Kaiser-Wilhelm-I.-Denkmal und der Wartberg.
1899 fand man bei Bauarbeiten an der Kleinbahnstrecke Grifte–Gudensberg in unmittelbarer Nähe eine Bandkeramik-Grabstätte aus dem 10. Jahrhundert v. Chr.
In Dissen gibt es ein Steinkammergrab. Weniger markant, dafür aber sagenumwoben, ist der Glisborn, nördlich des Scharfensteins, vermutlich ein kultisches Heiligtum der Chatten, in dem Heilkräfte vermutet wurden. Im Gudensberger Stadtwald liegt das Lautariusgrab, ein Steinkammergrab aus der Jungsteinzeit.
Auf dem Friedhof des Stadtteils Dorla steht die mehr als 500 Jahre alte Kandelaber-Linde von Dorla, ein in Hessen einzigartiges Naturdenkmal, die allerdings im Jahre 2015 wegen Einsturzgefahr erheblich zurückgestutzt werden musste.
Zwischen Gudensberg und Maden steht der Wotanstein, ein Menhir, mit dem der Sage nach der Satan die Kapelle des Bonifatius in Fritzlar zertrümmern wollte, wobei ihm jedoch der Stein beim Werfen im Ärmel stecken blieb und deshalb hier landete.
An einer Wegkreuzung von Gudensberg nach Kassel nördlich von Gudensberg steht das Kasseler Kreuz, ein gotisches Steinkreuz aus dem 14. Jahrhundert. Es handelt sich dabei vermutlich um ein Sühnekreuz eines unbekannten Steinmetzes. Das 1,2 m hohe und 0,6 m breite Kreuz wurde aus unbekanntem Anlass gesetzt. 1642–1646 wurde es auf einem Stich von Gudensberg von Matthäus Merian in der Topographia Germaniae erstmals dargestellt.

## Wirtschaft und Infrastruktur

### Verkehr
Gudensberg liegt an der A 49. Eine Expressbuslinie verbindet Gudensberg mit Kassel und Bad Wildungen (via Fritzlar).

### Grifte-Gudensberger Kleinbahn

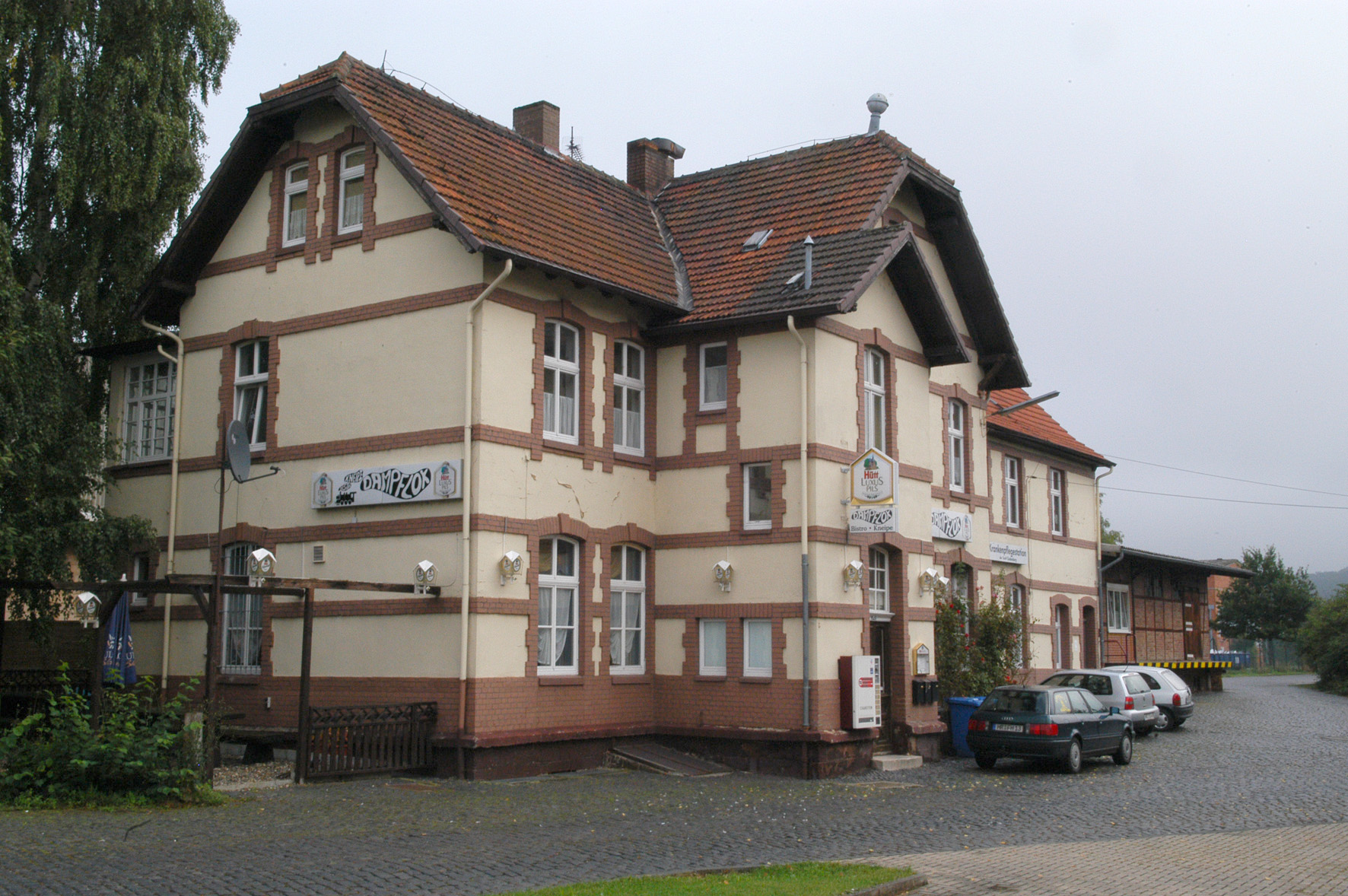
Ehemaliger Bahnhof Gudensberg (Aufnahme 2005)

Der Bau der Kleinbahn wurde 1898 begonnen.
Die Grifte-Gudensberger Kleinbahn, zur Anbindung an die Hauptstrecke Frankfurt–Kassel, wurde am 15. Juli 1899 eröffnet und hatte bei einer Länge vom 7,72 km nur vier Bahnhöfe:
- Grifte, 0,00 km
- Haldorf, 2,58 km
- Dissen, 4,25 km
- Gudensberg 7,72 km

Der Personenverkehr wurde am 31. Dezember 1954 eingestellt. Danach nutzte ein Gudensberger Verpackungsmaschinenhersteller nur noch einmal wöchentlich die Strecke zur Auslieferung seiner Produkte. Die Gleise wurden um 1980 entfernt, der Bahndamm wird heute als Rad- und Fußweg genutzt.

### Ansässige Unternehmen
Im Ort gibt es folgende größere Unternehmen:
- Big Drum
- GST Stanztechnik
- Stanz- und Presswerk Lindner
- DPD (Lager 0134)
- KLAWA-Anlagenbau (Bodenschlammräumer)
- Novus Deutschland GmbH
- Rudolph Logistik

## Bildung
Im Ort gibt es fünf Kindergärten, zwei Grundschulen, eine Gesamtschule mit Schulsternwarte, eine Förderschule sowie eine Mediothek.

## Persönlichkeiten

### Söhne und Töchter der Stadt
- Ekkebrecht von Grifte (1342?–nach 1406), Ritter und Burgmann
- Konrad Henckis (?–nach 1481), Buchdrucker
- Hiob Schrendeisen (um 1460–nach 1519), landgräflicher Ministeriale und Bürgermeister von Kassel
- Kaspar Tholde (ca. 1520–1582), althessischer Pfarrer der Reformationszeit
- Heinrich Hund gen. Canis (1527–1612), hessischer Jurist und Verwaltungsbeamter, zuletzt Kanzler der Landgrafschaft Hessen-Kassel
- Christian Sturm (1597–1628), 1621–1624 Professor der Mathematik an der Universität Marburg
- Johannes Hein (1610–1686), reformierter Theologe
- Conrad Mel (1666–1733), Theologe und Pädagoge
- Georg Wilhelm Scheuch (1798–1872), Postmeister, Gutsbesitzer und Mitglied der Kurhessischen Ständeversammlung
- Johannes Sinning (1824–1891), Gutsbesitzer und Mitglied der kurhessischen Ständeversammlung
- David Opfer (1825–1876), Bürgermeister und Abgeordneter des Kurhessischen Kommunallandtages
- Christian Nöll (1826–1889), Gutsbesitzer und Abgeordneter des Provinziallandtages der Provinz Hessen-Nassau
- Hermann Engelbert (1830–1900), Religionslehrer und Rabbiner
- Moses Engelbert (1830–1891), Rabbiner
- Theodor Landgrebe (1836–1899), deutscher Kaufmann und Politiker
- Hugo Brunner (1853–1922), Bibliothekar und Historiker
- Fritz Nöll (1859–1932), Gutsbesitzer und Abgeordneter des Provinziallandtages der Provinz Hessen-Nassau
- Friedrich Dott (1889–1969), Bankkaufmann und Heimatkundler
- Friedrich „Fritz“ Kleim (1889–1945), Politiker der NSDAP, Bürgermeister von Soest, Oberbürgermeister von Herford und kommissarischer Landrat in Preußen
- Gustav Kurt Hoffmann (1891–1965), Schauspieler und Theaterleiter
- Rolf Metz (1910–1996), Politiker (FDP), Mitglied des Hessischen Landtags
- Walter George (1929–1996), deutschstämmiger US-amerikanischer Politiker
- Wolfgang Pott (* 1929), Richter
- Karl-Heinz Mihr (* 1935), 1984–1994 MdEP (SPD-Fraktion), 1961–1994 Betriebsratsvorsitzender des Volkswagenwerkes Kassel.
- Henning Martin Beier (1940–2021), Mediziner und Reproduktionsbiologe
- Alfred Resenberg (* 1942), Fußballspieler und Trainer
- Reinhold Rieckmann (* 1942), Keramiker und Bildender Künstler,
- Otto Kastl (* 1947), Fußballspieler
- Bernd Siebert (1949–2023), 1994 bis 2009 MdB und Verteidigungspolitischer Sprecher der CDU/CSU-Fraktion im Deutschen Bundestag, MdB 2010 bis 2017 und März 2020 bis 2021
- Hans-Joachim Selenz (* 1951), Wirtschaftsethiker, Ingenieur, Politiker und Schriftsteller
- Heinz-Walter Große (* 1953), Manager, seit 2011 Vorstandsvorsitzender der B. Braun Melsungen AG
- Helmut Reitze (* 1952), Journalist
- Carin Grudda (* 1953), Bildhauerin, Malerin und Graphikerin
- Dieter Schinzer (* 1953), deutscher Chemiker
- Helmut Umbach (* 1953), evangelischer Pfarrer und Theologe
- Edgar Franke (* 1960), 1999–2009 Bürgermeister von Gudensberg, seit 2009 MdB, seit 2021 Parlamentarischer Staatssekretär im Bundesministerium für Gesundheit
- Matthias Beller (* 1962), Chemiker
- Thomas Freudenstein (* 1962), Fußballspieler
- Özcan Çetinkaya (* 1978), Profiboxer

### Mit Gudensberg verbunden
- Mary Achenbach (1883–1975), Malerin
- Daniel Angelocrator (1569–1635), Theologe
- Giso IV. (≈ 1070–1122), war Graf im Oberlahngau und im Hessengau, Reichsbannerträger
- Hedwig von Gudensberg (1098–1148), Gräfin im Hessengau
- Heinrich Raspe II. (≈1130–≈1155/57), Graf im Hessengau
- Konrad von Thüringen (≈1206–1240), Landgraf von Hessen, Hochmeister des Deutschen Ordens
- Kunigunde von Bilstein (≈1080–1138/1140), Gräfin von Gudensberg
- Fritz Leese (1909–2004), deutscher Puppenspieler und Figurentheaterleiter
- Heinz Limmeroth (1925–2012), Fußballspieler
- Albrecht Rosengarten (1810–1893), Architekt, Erbauer der Gudensberger Synagoge
- Kaspar Sturm (≈1545–1628), Theologe, Pfarrer, Hochschullehrer
- Werner I. (Maden) (≈ 1000–1040), Graf im Hessengau und Graf von Winterthur
- Werner II. (Maden) (≈ 1020–1053), Graf im Hessengau und im Neckargau
- Werner III. (Maden) (≈ 1040/45–1065), Graf im Hessengau, im Lahngau, im Neckargau und im Thurgau
- Werner IV. (Maden) (≈ 1060–1121), Graf von Gudensberg, Burggraf von Worms, Graf im Neckargau, Reichssturmfähnrich
- Otto W. Werren (* 1949), Künstler
- Mordechai Wetzlar (1801–1878), Kreisrabbiner